# 평양 전투 (1950년)
평양 전투는 6.25 전쟁 당시 1950년 10월 17일 ~ 10월 19일 대한민국 국군과 국제연합군으로 참전한 미군 연합군이 조선인민군을 물리치고 당시 조선민주주의인민공화국 최대 도시였던 평양을 탈환한 전투이다.

## 배경
38선을 돌파한 이래, 조선민주주의인민공화국의 평양을 향한 진격경쟁을 벌이고 있던 미 제1군단 예하 대한민국 국군 제1보병사단, 미 제1기병사단, 미 제24보병사단 등 각 사단은 10월 17일 현재 평양 외곽지대를 서남으로 가로 지른 언진 산맥, 마식령 산맥의 남단과 멸악산맥 등 산악지대에서 저항하는 조선인민군을 격파하고, 국군 제1사단이 율리 일대에 미 제1기병사단이 황주에 각각 진출함으로써 평양까지 40km 내외로 포위망을 압박하였다.
즉, 군단 우익으로서 평양 동남방으로 진격한 제1사단은 제12연대가 상원 율리 일대에, 제11연대가 초귀동- 상원 일대에 진출함으로써 조선인민군의 평양 최후방어선을 향한 공격을 시작하게 되었다. 그리고 제15연대는 조공으로서 율리로부터 평양 동북방을 우회공격하게 되어, 율리에서 삼등으로 진격하고 있었다.
다음, 군단 중앙의 미 제1기병사단과 좌익의 미 제24사단간의 진격경쟁은, 『사리원에 먼저 진출하는 사단으로 하여금 평양공격의 선두에 서도록 한다.』라는 군단장 프랭크 W. 밀번(Milburn) 소장의 포고에 따라 우선 사리원으로의 진출에 집중되어 있었다.
그런데 기병사단에 배속된 영 제27여단이 10월 17일에 사리원을 탈환함으로써 미 제24사단은 재령으로부터 사리원을 향하였던 진격이 정지되고, 미 제 1기병사단이 평양공격에 앞장서게 되었다.
같은 날 밤, 기병사단의 제7기병연대는 서흥 지방으로부터 진격하여 황주를 탈환하였으니, 이로써 기병사단은 평양 남방 40km에서 진격을 서두르게 되었다.

### 작전
국군이 38선을 돌파할 무렵에 더글러스 맥아더 유엔군 총사령관과 월턴 워커 미 제8군사령관은 승리의 상징이 되는 평양탈환의 계획을 구상하였다.
즉, 미 제1군단에 주공을 담당시키고 원산에 상륙할 미 제7사단으로 하여금 서진하여 평양 동북방을 공격케 하려는 대전략구상이었다. 여기에서 주공의 임무를 부여받은 밀번 미 제1군단장은 38도선으로부터의 북진에 있어서 기동력이 좋은 미 제1기병사단으로 하여금 중앙에서 선두로 진격케 하고, 제1사단은 그 우익을 진격시켜 평양에 육박케 하고 있었다.
이때, 조선인민군은 멸악 산맥 일대의 외곽방어선이 돌파되고 붕괴상태에 빠졌으나, 사령관 소장 최인이 평양방어사령부를 설치하고, 대동강 남북안 및 동평양일대에 견고한 진지를 구축한 다음, 완강한 저항을 기도하고 있었다.
그러나 조선인민군의 저항은 그들의 각 기관이 철수함에 있어서 시간적 여유를 얻음과 아울러 패적의 후퇴를 엄호하기 위하여 연합군의 전진을 지체시키려는 데 목적이 있는 것으로 판단되었다.
즉, 미 제8군 G-2의 판단은, 조선인민군이 차기작전에 대비하여 주공이 청천강 이북으로 철수하는 동안 각목상의 방어를 기도하리라는 것이었다. 또한 지형 상으로도 대동강은 조선인민군에게 천연적인 방어선으로 이용될 수 있으나, 그 유역인 평양 주변에 전개된 평야는 열세한 화력과 기동력으로 방어전을 계속하기에는 불리한 조건이 아닐 수 없었다.
그리하여 이미 산악 지대를 돌파한 국군 제1사단과 미 제1기병사단은 각기 전차를 선두로 낙랑평야의 동단을 관통하여 평양에 돌입할 것을 계획하였다.

## 전투 과정

### 10월 17일
사단은 이날 이른 아침부터 진격을 시작하였는데, 정면에서는 완강한 적의 저항으로 진격이 부진하였으며, 우회공격 중의 제 15연대는 미약한 적의 저항을 물리치면서 신속하게 진격을 계속하고 있었다.
즉, 주공인 국군 제12연대는 제1중대와 제3중대가 엄호하는 미 제6전차대대의 전차군을 선두로 제2대대를 우익공격제대로, 제3대대를 좌익공격제대로 하여 대동리를 목표로 진격하였는데, 대동리 남쪽 도로 좌우에 솟아 있는 반용산과 관음산의 기성진지에서 저항하는 2개 대대규모의 인민군을 일거에 격파한 다음, 10:00까지는 이미 대동리를 탈환하였으며, 연대는 계속 패적을 추격하였던 바, 대동리 북쪽 1km 지점에서 다시 1개 연대규모의 적과 교전케 되었다.
이때 적은 대동강 지류인 남강으로부터 다시 갈라진 상원강반을 방어선으로 삼아 그 서북안의 능선일대로부터 6대의 전차와 7문의 곡사포 및 16문의 직사포 등의 지원을 받으면서 4~5선의 중첩배치로서 최후 복곽적인 다선 저항을 기도하였다.
특히 인민군 제1선의 저항은 완강하여 연합군의 치열 무비한 공격에도 뚫리지 않고 있었으며, 연합군의 진격로에는 많은 적의 지뢰가 매설되어 도처에서 폭발하는 전황이었다. 그리하여 연대는 이 완강한 인민군의 저항을 끝내 돌파 분단한 다음, 날이 저문 뒤에야 강변에 진출하였으니, 대동리로부터 1km정도의 전진에 8시간이나 소요된 셈이었다.
한편 동북방을 우회 공격케 된 국군 제15연대는 이미 전날에 율리로부터 북진을 시작하였거니와, 미약한 일부 인민군 패잔병의 저항을 격파하면서 삼등에서 송가리 쪽으로 서진하여 신장리 일대를 거쳐 삼청동-광청리-승호리 일대까지 진출하고 있었다.
즉, 국군 제1대대는 삼등을 거쳐 신장리 부근에 진출하였을 즈음, 4대의 적 전차 엄호 하에 저항하는 2개 중대규모의 적을 공격하여 이를 단숨에 격파한 다음, 전차 1대의 엄호를 받으며 패주하는 인민군을 추격하여 광청리 부근가지 진출하였다.
그리고 제2대대는 삼등-덕산 탄광-송가리로 진격하여 이날 11:00에 제7중대가 화천리에 진출함으로써 전 대대가 한곳에 합세한 다음, 저항하는 2개 중대규모의 인민군을 격퇴하는 즉시로 운학동서북방 2km 부근까지 쉴 새 없이 추격하였다.
국군 제3대대도 삼등을 거쳐 서진하였는데, 도중에 일부 인민군 패잔병의 저항을 격파하면서 광청리 부근으로 진출하였다. 또 직할대는 이날 새벽에 일부 인민군 패잔병의 지연행동이 약간 있었으나 이를 물리치면서 무난히 대동강의 남강 지류를 건넜으며, 화천리부근에서 1개 중대규모의 인민군으로부터 사격을 받게 되자 곧 이를 격퇴한 다음, 17:00에 승호리 일대에 진출하여 군화 속의 물을 털었다.

### 10월 18일
전날에 시작된 제12연대의 상원강 일대 적 방어선에 대한 공격은 차가운 가을비를 무릅쓰고 밤새 계속되어 날이 밝기 전에 거점편성의 적 방어진지를 완전히 탈취함으로써 끝이 났다.
그런데 연대는 어느 부대보다도 완강한 적의 저항을 받았을 뿐 아니라, 진격로에도 가장 많은 대인·대전차 지뢰가 매설되어, 전진 도중 사단참모장 석주암 대령이 탑승한 지프차가 지뢰접촉으로 참모장이 다리를 부상당한 바도 있거니와, 백선엽 사단장은 그들뿐만이 아니라 보병자신들까지도 지뢰제거에 솔선종사토록 지시하여야 했었다.
그러나 이제 적의 평양방어선은 와해되었으며, 연대는 전차를 선두로 제 1·2·3대대의 행군대열이 줄을 지어 평양으로 달리고 있었다. 그리하여 10:00에 교외에 진출하였을 무렵 다시 도로좌우에서 저항하는 2개 대대규모의 적과 부딪쳤으나 미 제 6전차대대 C중대 전차의 활동과 후방 각종 포병화력, 지원사격 및 우천을 무릅쓰고 출격한 항공기의 폭격으로 두 시간 내에 제 2대대와 제3대대가 이를 격파하였다.
그 동안에도 연대는 진출을 서둘러 11:00에 제 1대대로부터 동평양에 선착으로 돌입한 다음, 각 대대가 선교리일대에 진출하여 12:30~12:45까지는 대동교 남북방의 대동강 남안에 부대를 배치하여 본평양에 입성하였다.
이와 거의 같은 시각에 미 제 5기병연대의 선두부대도 남평양에 돌입하였는데, 감격에 젖어있던 백선엽 사단장은 대동교 남쪽 교차로에서 미 제 5기병연대를 따라 온 밀번(Milburn) 군단장과 게이(Gay) 미 제 1기병사단장에게 상황을 보고 하였다.
이때 제 11연대는 사단 우익공격제대로 전진하여, 선발 제 3대대(대대장 소령 정영홍)가 12:25에 평양비행장을 탈환하였다. 즉 제 11중대장 김봉건 대위는 진격 도중에 노획한 적의 군마로 1명의 기마대를 편성하였는데, 이를 지휘하여 선두로 10:30~11:00에 비행장에 돌입한 다음 잔류한 수 명의 적을 사살하거나 사로잡았으며, 이를 대대장에게 보고하였다. 그리하여 약1시간 반 뒤에는 대대주력이 비행장에 진출하였던 것이다.
전날 밤 늦게 마산리에서 대동강의 북강을 건너기 시작한 우익 제 3대대가 이날 05:00에 이르러 도하를 완료하였으며, 제1대대가 10.30에 삼산동에서, 새벽에 이천리로 진격한 좌익의 제 2대대는 08:30에 하수리로 각각 대동강의 북강을 건너 모단봉을 향하여 진격하였다.
즉 제3대대는 대안에서 사격을 가하는 1개 중대규모의 적에 대하여 1개 중대로써 응사케 하여 도하를 엄호시키고 주력은 하류로 넘어 대안에 건너가 적을 격퇴한 다음, 도중에 저항하는 일부 패잔병을 포로로 잡으면서 북사리를 지나 동북방으로부터 모단봉을 공격하였다.
또 제1대대도 북사리를 거쳐 14:00에 평양에 돌입하여 제 3대대 우측에서 모단봉부근을 공격하였으며, 제 2대대는 전날 설학동 북쪽에서 패주하는 적을 추격하여 147고지-101고지를 탈취한 다음, 제 6·7중대를 진격시켜 제 3대대의 좌측에서 모단봉일대를 공격하였다.
당시 이 일대에는 연대규모의 적이 수많은 인공호와 천연 동굴에 잠복하여 끝가지 저항하였으나, 아군의 끈질긴 공격에 마침내 북한군은 전의를 잃게 되고 15:00까지에는 모두 격파되었다.
더욱 용약하게 된 연대는 즉시 시내를 진출하기 시작하였는데, 제 3대대는 먼저 김일성대학 안으로 약진하여 15:30 저항하는 1개 대대의 적을 마침내 격퇴한 다음, 이곳에 대대관측소를 설치하였으며, 중화기중대가 그 부근에 배치되어 적의 퇴로를 차단하면서 패적을 소사하였다.
제2대대는 제6중대를 서쪽으로 우회하여 시내에 돌진케 하고 제 7중대는 대동강기슭을 따라 약진시켜 북한 정부의 내각본부를 점령케 하였던 바, 거의 같은 시각에 그곳에 진출한 제 11중대와 선후를 가리게 되었다.
그러나 결국은 제7중대가 먼저 태극기를 그 건물 높이 게양하였으며, 태극기를 미처 가져오지 못했던 제 11중대는 이에 뒤질세라 북한의 인민위원회의 안으로 돌진하여 그곳에 태극기를 게양하게 되었다.
한편 이날 직할대도 동평양비행장을 점령한 다음, 대동강을 건너 연대 주력과 합류하였으니, 17:30까지 연대는 평양시내의 중요건물을 거의 모두 다 수중에 넣게 되어 적들도 차츰 멀리 사라지는 것이었다.

### 10월 19일
평양 점령 다음 날에도 가을비는 아직도 부슬부슬 내리고 있었으며, 사단은 제 11·12연대도 본평양에 돌입하여 일부 북한군 잔당들을 척결한 다음, 방어시설이 튼튼하게 되어있는 적의 각 기관을 비롯하여 전 시가를 10:00까지 완전히 점령하였다. 그리고 제7사단 8연대는 서북방을 평정하였으며, 미군은 여러 가지의 수습대책을 백선엽 사단장에게 문의하거나 통고한 다음에 비로소 행하였다.
한편 아침에 시청을 수색하던 제15연대 9중대의 박종순 소위는 방공호에서 북한군에 의한 우익 학살 현장을 발견하였다. 또 한편 평양상업학교 출신인 동 연대 제11중대의 한 소위는 피난을 간 부모를 만나기도 했다.
이제 사단은 평양을 가장 먼저 탈환한 공세에 따라 여러 가지 상훈을 받게 되었거니와 우선 전 부사관과 병 특별진급으로 698명의 부사관과 병이 1계급 진급하였으며, 각 대대장들도 중령으로, 김점곤 중령과 제 15연대장 조재미 중령도 이날부로 대령으로 각각 진급하였을 뿐만 아니라, 백선엽 사단장은 밀번 군단장으로부터 미국의 은성 훈장을 수여받았다.
그리고 각 연대본부와 사단사령부는 모두 평양에 진출하였으며 이날 더글라스 맥아더 원수는 미 제8군사령관 월턴 워커 중장에게『한국군을 조속히 국경에 도달케 하라』고 명령하였으며, 제187공수연대는 국군과 유엔군이 북진 중이던 1950년 10월 20일, 북한군 수뇌부 생포와 퇴로 차단 그리고 유엔군 포로 구출을 목적으로 평양 북방 숙천ㆍ 순천에서 공수 작전을 펼쳤다.
제187보병연대는 6·25 전쟁 이후 제11공수사단과 제101공수사단 예하 부대로 소속이 자주 변경되다가 1964년, 제101공수사단 예하 부대로 소속이 변경된 후 현재에 이르고 있다.

## 결과 및 영향
사실 대한민국이 서울을 수복할 때부터 이미 조선민주주의인민공화국의 정부, 기관, 부대, 수뇌부가 평양에서 철수준비를 하고 있는 상태였으며 10월 9일부터 평양 철수를 본격적으로 실시하였는데 그 중 일부 인민군은 만주의 하얼빈이나 중국 국경으로 빠져나가기도 했다. 그리고 김일성 역시 10월 12일에 평양에서 덕천으로 피했다가 임시 수도 강계 근처로 도망가고 없는 상태라 이미 평양은 텅 빈 거리나 사실상 마찬가지였다. 평양을 점령했지만 미국이 평양 통치권을 실행했는데 이는 트루먼 대통령 쪽에선 38선 이남만 대한민국 통치가 가능하고 평양은 별개 도시이기 때문이었다. 또한 UN군사령부는 평양에 군정을 실시할 준비를 하였으며, 10월 21일에 맥아더 원수는 평양 비행장에 비래하여 미군 중 제1착을 한 제5기병연대의 F중대 등 미군을 사열하였다.
유엔군은 계속 북진하여 미 제1군단은 신의주-수풍댐 지역으로 계속 북진케 되었으며, 이에 따라 제1사단은 수풍댐을 목표로, 미 제24사단은 선천으로 진격케 되었다.
그리고 새로 군단에 편입된 제7사단은 예비대로, 미 제 1기병사단은 평양 경비를 담당하게 되었다.
10월 30일, 평양시청에서는 이승만 대통령의 방문으로 인해 대규모 환영대회가 열렸고 환호하는 평양 시민들 앞에서 이승만은 약 70분 넘는 장시간 연설을 하였다.

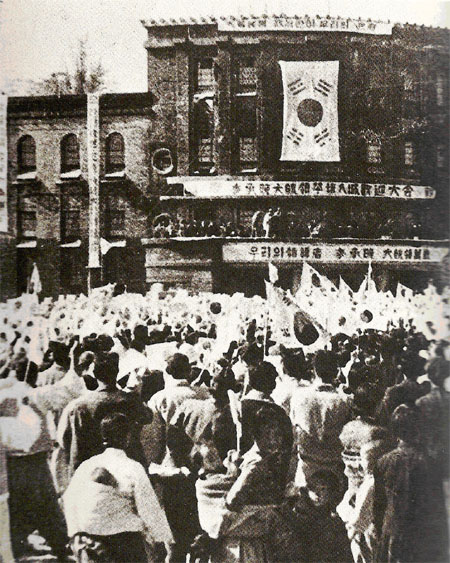
평양에 입성한 이승만 대통령을 환영하는 시민들.

| “ | 우리는 단군의 후손으로 모두 형제요, 한 핏줄이니 다시는 서로 헤어지지 말자. 한 덩어리로 굳게 뭉쳐서 공산당을 몰아내고 기어이 남북통일을 완수하여 우리 삼천리 강토에서 영원무궁토록 자유와 평화를 누리며 힘을 합해 살아가자. 우리는 고대로부터 독립된 나라이니 완전무결한 독립을 찾아야하며, 죽을 수는 있어도 자유권을 포기할 수 없으며, 더욱이 우리 민권의 자유만은 아무도 막을 수 없다. 우리는 피를 흘리며 싸워서 자유 독립국을 세운 것이니 어떤 나라든 들어와서 우리에게 '이래라 저래라' 하지는 못할 것이며, 또한 우리가 간섭받을 이유도 없고 받지도 않을 것이다. 남북 동포가 오직 한 덩어리가 되어 통일된 민족의 기상과 의지로 내 나라를 만들어 새 생활을 하자. 모두가 함께 생사를 같이하며 이 강토를 우리끼리 지켜야 할 것이니 과거의 잘못은 서로 용서하고 사랑하자. 이제는 한마음 한 뜻으로 뭉치고 또 뭉쳐서 살아도 같이 살고, 죽어도 같이 죽자. 4천년을 이어 내려온 한 혈족으로서 아무리 어렵고 가난해도 있는 것은 서로 나누어 쓰고 나누어 먹으며 서로 돕고 양보하여 하나로 굳게 뭉치자. | ” |

## 논란
현재까지 공식적으로 평양 최초 입성 부대는 1사단으로 기록되어있지만 7사단 8연대가 최초 입성 부대라는 이견이 존재하여 논쟁이 계속되고 있다.